# Олпеєв Олександр Миколайович
Олександр Миколайович Олпеєв (біл. Аляксандр Мікалаевіч Алпееў; 29 жовтня 1946, c. Рудня, Житковицький район, Гомельська область — 11 жовтня 2017, Мінськ) — білоруський  поет, публіцист, науковець, православний активіст, генеральний директор Міжнародного гуманітарно-економічного інституту, один з керівників ЗАТ «Веды», академік Російської академії природничих наук (2005).

## Біографія
У 1957 — 1960 роках Олександр Олпеєв навчався у Гребінській сільській школі Житковицького району Гомельської області. У 1964 році закінчив середню школу в місті Житковичі Гомельської області, почав працювати вчителем фізкультури у Гребінській восьмирічній школі.
У 1965 — 1968 роках служив в Радянській Армії на посаді оператора 3 дивізії 181 гвардійської ракетної бригади. У 1968 — 1973 роках навчався на історичному факультеті Білоруського державного університету.
У 1975 — 1976 роках служив в Комітеті державної безпеки Білоруської РСР.
З 1979 року — аспірантура в БДУ, захист дисертації.
У 1973 — 1980 роках був викладачем, у 1980 — 1993 роках — доцентом кафедри історії КПРС гуманітарних факультетів БДУ.
11 квітня 1992 року був одним із засновників та лідерів Партії народної згоди.
У 1994 році організував та очолив Міжнародний гуманітарно-економічний інститут (МГЕІ).
У 1995 році створив громадські організації: Білоруську академію громадських наук (БАГН), Білоруський рух захисту народу (БРЗН) та Білоруський центр підтримки християнської культури (БЦПХК).
У 1996 році очолював редакційну раду журналу «Гуманітарно-економічний вісник» і був обраний академіком Міжнародної кадрової Академії (м. Київ).

## Твори
Олександр Олпєєв опублікував ряд поетичних та публіцистичних творів російською та білоруською мовами, частково перекладених англійською та іншими іноземними мовами. На вірші Олпеєва написано кільканадцять пісень.

### Журналістика
- Мы — народ… XX век [Текст] : ист.-публицист. эссе, стихи / Алпеев А. Н. — 3-е изд., перераб. и доп. — Мн. : ЗАО «Веды», 1999. — 196 с.
- …И не было завтра [Текст] : ист.-публицист. эссе / А. Н. Алпеев. — Мн. : ЗАО «Веды», 2000. — 146 с.
- Земля моя — судьба моя… [Текст] : ист.-публицист. эссе / А. Н. Алпеев; [Предисл. И. Колоса]. — Мн. : ЗАО «Веды», 2002. — 143, [2] с. (ёсць пераклад на англ.)
- Раздумья о судьбах Отечества [Текст] / А. Н. Алпеев; [Авт. вступ. ст. И. Колос]. — Мн. : Веды, 2003. — 326 с.
- На изломе истории [Текст] / А. Н. Алпеев. — Мн. : Веды, 2004. — 156 с.
- Правда жизни. Раздумья о войне через призму времени [Текст] / А. Н. Алпеев // Третье дыхание: литературный альманах. Выпуск LXXVI / Сост. А. Каныкин. — М. : Интер-Весы, 2009. — С. 254—267.
- Я помню жизнь … [Текст] : трилогия. Книга I. Раздумья о судьбах Отечества / А. Н. Алпеев; [Авт. вступ. ст. И. Колос]. — М. : Филиал Военного издательства МО РФ, 2009. — 368 с.
- Земля благословенна / А. Н. Алпеев. — Минск : Белпринт, 2013. — 236 с.
- А. Алпеев. Знания, духовность, профессионализм // СБ-Беларусь сегодня, 15 МАЯ 2008 г.

### Поезія
- Любить — это жить [Текст] / А. Н. Алпеев. — Минск : Гуманитарно-экономический негосударственный институт : ТетраСистемс, 1997. — 40 с.
- В Беларусь я влюблен … : избранное [Текст] / А. Н. Алпеев; [вступительные статьи: Т. М. Алпеева, М. П. Дрынеўскі]. — Минск : В. Хурсик, 2006.- 167 с.
- Святая лазурь: избранное [Текст] /А. Н. Алпеев-Коцубинский.- Минск: «Белпринт», 2011. — 160 с. (ёсць пер. на некалькі еўрапейскіх моў)
- ЖИЗНЬ — ЛЮБОВЬ. LIFE IS LOVE / Александр Алпеев / Alexander Alpeev, Vilnius. UAB «Petro ofsetas», 2012—444 с.
- ЛЮБОВЬ И ВЕЧНОСТЬ. Песни на стихи поэта Александра Алпеева/ Александр Алпеев.- Минск: «Ковчег», нотное издание, 2014—208 с.

## Нагороди та звання
- Міжнародною кадровою академією нагороджений золотою медаллю за заслуги в освіті (1999);
- Почесний знак Російської академії природничих наук: «За заслуги в розвитку науки та економіки Росії» (2005);
- Академік Російської академії природничих наук (2005);
- Почесна грамота Міжнародного Олімпійського комітету (2006);
- Почесний знак «Георгія Побідоносця» Російської академії природничих наук (2007);
- Європейським науковим центром та Оксфордським університетом (Англія) нагороджений медаллю Сократа за видатні досягнення в інтелектуальному розвитку світового співтовариства (2007);
- Почесний знак «Андрія Первозванного» Російської академії природничих наук (2008);
- Московською міською організацією Спілки письменників Росії нагороджений Золотою медаллю Єсеніна за видатні досягнення в літературі та поезії (2008);
- Почесний член Всесвітньої православної Духовної академії (2008);
- Хрест Російської академії природничих наук «За заслуги» (2009);
- Всеросійська літературна премія імені Грибоєдова (2009)[8].